# Hermann Wraschtil
Hermann Wraschtil (ur. 15 lipca 1879, zm. 9 listopada 1950) – austriacki lekkoatleta specjalizujący się w biegach średniodystansowych. Uczestniczył w igrzyskach olimpijskich w Paryżu (1900) w dwóch konkurencjach. W biegu na 1500 metrów zajął 6. miejsce, natomiast w biegu na 2500 metrów z przeszkodami uplasował się na 5. pozycji.
Od 1920 do 1938 i od 1945 do 1950 był prezesem Austriackiego Związku Lekkiej Atletyki, ponadto przed II wojną światową pełnił funkcję prezesa Vienna Cricket and Football-Club.